# آجنس جاوي
آجنس جاوي (بالفرنسية: Agnès Jaoui)‏ هي مغنية وكاتِبة وكاتبة سيناريو ومؤلفة ومخرجة وممثلة فرنسية، ولدت في 19 أكتوبر 1964 في فرنسا. من الجوائز التي نالتها جائزة سيزار لأفضل فيلم وجائزة سيزار لأفضل ممثلة مساعدة وجائزة سيزر لأفضل كاتب سيناريو وجائزة أفضل سيناريو (مهرجان كان).

## أعمال

### أفلام
- (1997) نفس الأغنية القديمة[12]
- (2004) مثل صورة
- (2017) أورور[13]

## جوائز
- جائزة سيزار لأفضل فيلم
- جائزة سيزار لأفضل ممثلة مساعدة
- جائزة سيزر لأفضل كاتب سيناريو
- جائزة أفضل سيناريو (مهرجان كان)

## وصلات خارجية
- آجنس جاوي على موقع IMDb (الإنجليزية)
- آجنس جاوي على موقع مونزينجر (الألمانية)
- آجنس جاوي على موقع ألو سيني (الفرنسية)
- آجنس جاوي على موقع ميوزك برينز (الإنجليزية)
- آجنس جاوي على موقع أول موفي (الإنجليزية)
- آجنس جاوي على موقع قاعدة بيانات الأفلام السويدية (السويدية)
- آجنس جاوي على موقع ديسكوغز (الإنجليزية)
- آجنس جاوي على موقع قاعدة بيانات الفيلم (الإنجليزية)
- آجنس جاوي على موقع كينوبويسك (الروسية)